# Zvonimir Maycug
Zvonimir Majcug (rođen 1959.), poznatiji pod pseudonimom Zvonimir Maycug, hrvatski je filmski producent, redatelj, scenarist, glumac i pisac. Poznat je po produkciji prvog hrvatskog i jugoslavenskog pornografskog filma Oaza 1984. godine, koji je bio zabranjen. Poznat je i po njegovom filmu Kalvarija .

## Biografija
Zvonimir Maycug rođen je u Zvoniku, kod Vrboveca, 1959. godine. U srednjoj školi sudjelovao je u filmskim i fotografskim sekcijama. Studij je završio u Zagrebačkoj Hotelijerskoj školi. Zatim je bezuspješno pokušao upisati filmsko redateljstvo na Akademiji filmskih umjetnosti u Zagrebu. Za vrijeme vojnog roka u vojsci Jugoslavije napisao je scenarij za svoj prvi film Ja sam tvoj Bog. Pri završetku producirao ga je 1983. kao najmlađi filmski redatelj u Jugoslaviji. Film nikada nije ušao u popularnu distribuciju. Nakon što je 1984. snimio hardcore pornografski film Oaza, osuđen je na dvije godine uvjetne kazne i tri mjeseca zatvora ako ponovi prekršaj. Snimio je drugu verziju 1988. koja je imala izvjestan uspjeh na video tržištu. Prvi hrvatski gay film, Kalvariju, snimio je 1997. godine. Glumci u njegovim filmovima bili su amateri i prijatelji. Svoje je filmove snimao s niskim budžetom i imao je mnoge uloge u produkciji.
Nakon snimanja Kalvarije ostao je u stečaju. Morao je prodati svoj obiteljski dom kako bi pokrio dugove nastale produkcijom slabo distribuiranog filma. Time je obustavljena produkcija njegovog filma Blago kralja Tomislava, te ekranizacija njegova romana Noć kada su umirale ruže. Od tada se više ne bavi pisanjem, izdavaštvom ili filmom. Slikao je dok je bio u srednjoj školi, a slikarstvom se profesionalno bavio 1990-ih. Njegov rad prvenstveno su bile kopije i crkvene narudžbe. Počeo je slikati pod pseudonimom kada je Katolička Crkva saznala da je osuđen za snimanje pornografije. Tijekom života bavio se još i novinarstvom i erotskim kazalištem. Sada radi u ugostiteljstvu i kaže da mu je “film uvijek bio samo zabava”. Na pitanje hoće li se ikada vratiti filmskoj produkciji, kaže da možda hoće kad mu djeca porastu i ne bude mogao nikoga više izložiti riziku svojim financijskim odlukama.

## Filmografija

### Ja sam tvoj Bog
Film je snimljen 1983. godine. To je erotski film s elementima komedije. Dok je bio u jugoslavenskoj vojsci, Maycug je upoznao čovjeka iz Gornjeg Vakufa i posjetio ga po završetku službe. Tamo je upoznao amatersku glumačku skupinu koju su, između ostalih, činili i odobravatelj kredita u Sarajevskoj banci. Novca je bilo dovoljno, ali svi su glumci bili amateri, osim glavne glumice Ružice Sokić. Film je snimljen na 35 mm vrpci u Jadran filmu. Neposredno prije distribucije s Kinematografima, Maycug je pokušao izdavati časopis YU Express, s izdavačem Vjesnik. Međutim, zagrebački okružni sud ga je zabranio zbog članka "Hoće li muslimanski manijaci osvojiti svijet?", koji je 31. prosinca 1983. kritizirao Homeinija i Gadafija. To je bilo zbog straha od odmazde iranske i libijske ambasade. Nakon toga, Kinematografi su otkazali planiranu distribuciju. Protivila se i glavna glumica Ružica Sokić koja je rekla da je lažnim predstavljanjem uvučena u projekt. Maycug kaže da je to bilo zbog kraćeg VHS izdanja iz 1992. godine, u kojem je nekoliko pornografskih scena iz stranih filmova montirano. Film je prikazan samo na privatnim projekcijama.

#### Sinopsis
Putnica (glumi ju Sokić) provodi noć u malom bosanskom gradu. Ubrzo je preplave erotske fantazije. U svojim snovima susreće ljude koje je srela tijekom dana, posebno recepcionara (kojeg glumi Maycug).

### Oaza
Originalni film snimljen je 1984. Trebao je biti pornografski. Negativ filma poslan je Jadran filmu na što je upozorena policija, a film zabranjen. O ovom događaju napisao je i objavio knjigu Kako je snimljena i zabranjena Oaza. Iako pornografija nije bila potpuno ilegalna, bila je u legalnoj sivoj zoni. Pornografski materijal postao je rasprostranjen u Jugoslaviji, u obliku VHS-a, tek u proljeće 1988. Ponovo je snimljen iste godine. Bojeći se problema sa zakonom, više je bio parodija na pornografiju, a negativ je poslan Zastava filmu u Beogradu. Često je materijal koji nije bio dopušten u Hrvatskoj bio dozvoljen u Srbiji, i obratno. Iako nije bio uspješan u kinima, doživio je umjeren uspjeh na VHS tržištu, što mu je omogućilo izgradnju obiteljskog doma. Ukupni prihod iznosio je, prema Maycugu, 120 000 njemačkih maraka, od čega je 80 000 čist profit.

#### Sinopsis
Žena slobodnog duha ima aferu s provincijskim slikarom. Ona ga na kraju ubije, a kasnije nađe drugog ljubavnika, starog seljaka.

### Kalvarija
Film je snimljen 1996. godine. Kalvarija je imala jednu javnu projekciju u zagrebačkom kinu Kustošija te se distribuirala na domaćem video tržištu. Riječ je o prvom hrvatskom filmu s istospolnom vezom, između putujućeg harmonikaša i novinara. Snimljena je na 32 lokacije, uključujući Plitvička jezera, dvorce Veliki Tabor i Trakošćan, obližnja sela, Sisak i Zagreb. Maycug je imao organizatora koji je besplatno posuđivao rekvizite od Hrvatskog narodnog kazališta. Maycug je namjeravao imati više profesionalnih glumaca, ali zbog njegove kontroverzne reputacije, jedini glumac s iskustvom u snimanju je bio Dubravko Sidor. Film nije imao eksplicitne romantične ili pornografske teme, jer je Maycug smatrao da je već dovoljno subverzivan.
Film je prekoračio budžet i koštao je 30 000 dolara. Snimljen je za dvadesetak dana. Trebao je biti prikazan na Pulskom filmskom festivalu 1997. godine, ali ga je organizator odbio zbog "neispunjavanja osnovnih estetskih i profesionalnih kriterija". Razlog je taj što su dijelovi filma snimljeni samo u plavoj boji. Uzrok je, prema nepotvrđenom objašnjenju, incident u laboratoriju Jadran filma, gdje su kemikalije uništile dio negativa i poplavile ga. Nemajući dovoljno sredstava za ponovno snimanje, plave scene su montirane kao noćne scene, a ostale kao dnevne scene. Maycug tvrdi da je to namjerno i kaže da je koristio tehniku "američke noći"– snimanje noćnih scena tijekom dana. Kaže da su uništeni dijelovi negativa otpisani. Maycug smatra da je pravi razlog odbijanja ustvari gluma Dragice Raščan u ulozi Tete, koja je u film ušla "vrlo kasno", nakon što su profesionalne glumice odbile ulogu kada su saznale da je on napravio prvi pornografski film. On opisuje njezinu glumu kao "diskutabilnu". Film ga je finansijski upropastio, s malom distribucijom izvan VHS tržišta, jer su ga Kinematografi odbili. Na VHS tržištu je doživio vrlo mali uspjeh, i to tek kada je bio upakovan s Oazom.
Film je melodramatičan s mnogo zapleta. Predstavlja zagrebačku klasu kao visoku klasu i snobovskom, a novinara čak ima vlastitog batlera. Religijski motivi su važni, a Kalvarija u filmu je mitsko mjesto gdje vjernici proživljavaju Kristovu muku. Važan je i lik Tete, harmonikaševe gorljivo pobožne šogorice. U filmu mnogi ljudi na selu posjeduju oružje, a često vojnici nakon Domovinskog rata svoje oružje nisu vraćali vojsci. Maycug je rekao da je želio da svi njegovi filmovi dobiju pažnju, pa je snimio pornografsku Oazu, a u Kalvariju uključio gay par. Nije bilo negativnih reakcija na tu temu filma, a glumci se nisu bunili.

#### Sinopsis
Zarobljen u nesretnom braku, s odraslom kćeri, putujući harmonikaš Slavko (kojeg gluma amater Mato Pavlović) zaljubljuje se u novinara (kojeg glumi Sidor) s kojim se upozna u međunarodnom autobusu. Poziva ga u svoj dom, dvorac u hrvatskim brdima, koji mu je dat na čuvanje. Prisutnost novinara otežava krhke obiteljske veze.

## Ostavština i procjene
Njegov rad dio je samizdat kulture, a on je bio glavni finansijer svih njegovih filmova. Kalvarija, uz Izgubljeno blago redatelja Darka Vernića Bundija, početak su hrvatskog underground filma 1990-ih, nezavisne produkcije, financirane bez uobičajenih državnih izvora. Filmski studiji uglavnom su zanemarivali njegov rad, pozivajući se na njegovu amatersku i pornografsku prirodu, sve do eseja Nenada Polimca o hrvatskom trash filmu 2004. godine. Prema Susan Sontag, trash film zanemaruje dobar ukus, ima mnogo seksualnih i nasilnih scena, pretjeran je, naivan, ali subverzivan. Polimac opisuje Maycuga kao najznačajnijeg hrvatskog trash redatelja.
Dokumentarac o producentu snimio je Gordan Stojić 1999. godine pod nazivom "Maycug". Oaza je dobila kratki dio u dokumentarnom filmu Silvija Mirošničenka Pod udarom cenzure iz 2011. o povijesti cenzure hrvatskog filma.
Njegov rad uvršten je u retrospektivi kinua Tuškanac 2004. godine. Cijeli njegov opus prikazan je na popratnom programu filmskog festivala Dani hrvatskog filma 2016. Kalvarija je stekla kultnu popularnost na internetu.
Index.hr Kalvariju opisuje kao "remek-djelo trasha" i "kriminalno loše", "[obavezno] pogledati jer u suprotnom nećete vjerovati da postoji".

## Vanjske poveznice
- Zvonomir Maycug na IMDb-u
- Ja sam tvoj Bog na IMDb-u
- Oaza na IMDb-u
- Kalvarija na IMDb-u